# 승인 (항공기)
항공기에서 승인(Certification)을 받기 위한 규격들이 다음과 같다.

## 구성품 환경
- DO-160C

## 소프트웨어
- DO-178B - 항공기 소프트웨어에 대한 인증 표준

## 데이터 링크
- ICAO Level 4 (COMM-A/B/C/D)

## ADS-B 능력
- 1090ES Extended, Squitter per RTCA DO-260 MOPS for 1090

## 인터페이스
- Low speed ARINC 429
- High speed ARINC 429
- ARINC 429/575
- ARINC 407
- ARINC 615